# أندريه زكي
أندريه زكي اسطفانونس (Andrea Zaki Stephanous)، من مواليد 30 يونيو 1960، هو رئيس الطائفة الإنجيلية في مصر، ومدير عام الهيئة القبطية الإنجيلية للخدمات الاجتماعية. متزوج ولدية ثلاثة أبناء.

## مؤلفاته

### المؤلفات العربية
مؤلف لكتابين بعنوان:
1. «المسيح والنقد التاريخي: قصة الصراع بين الخلاص والتغيير الاجتماعي». القاهرة، دار الثقافة، 1996.
2. «الإسلام السياسي والمواطنة والاقليات: مستقبل المسيحيين العرب في الشرق الأوسط». القاهرة، مكتية الشروق الدولية، 2006.[3]

كاتب لـ 40 مقالة بالعربية نشرت في صحف قومية، مثل: جريدة الأهرام، ومجالات مسيحية.

### المؤلفات الإنجليزية
مؤلف لكتاب بعنوان "Political Islam, Citizenship, and Minorities: The Future of Arab Christians in the Middle East" 
كاتب للعديد من المقالات بالإنجليزية.